# 가르시니아 캄보지아
가르시니아 캄보지아(Garcinia gummi-gutta)는 클루시아과의 식물이다. 열매는 작은 호박처럼 보이며 녹색에서 옅은 노란색이다.
체중 감량에 미치는 영향에 대해 언론의 주목을 많이 받았지만, 과일 추출물의 시판 과제와 관련된 간독성 등 부작용 보고 사례가 있으며 체중 감량에 큰 영향을 미치지 않는다는 일부 임상 증거가 발표되기도 했다.

## 갤러리

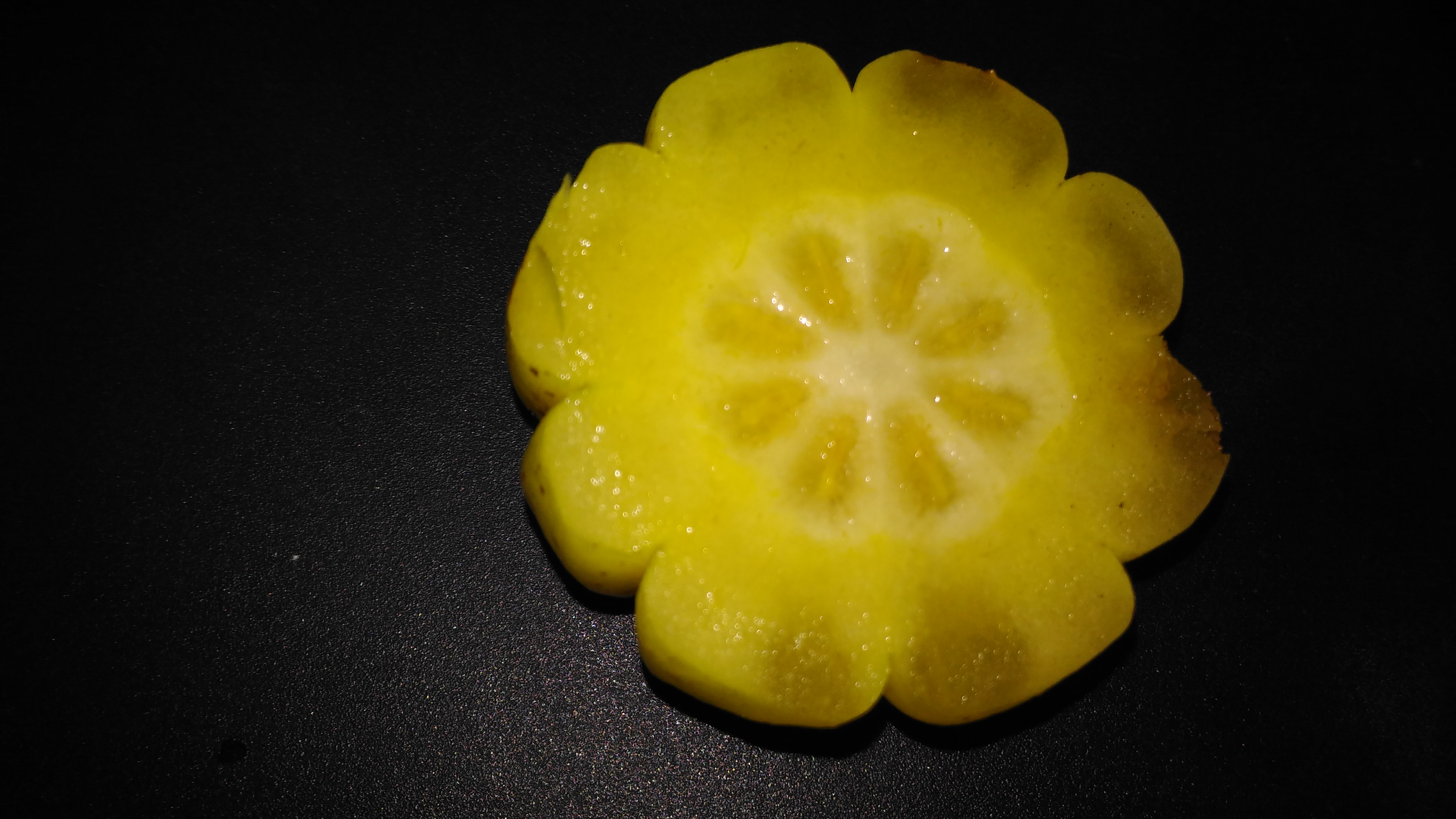
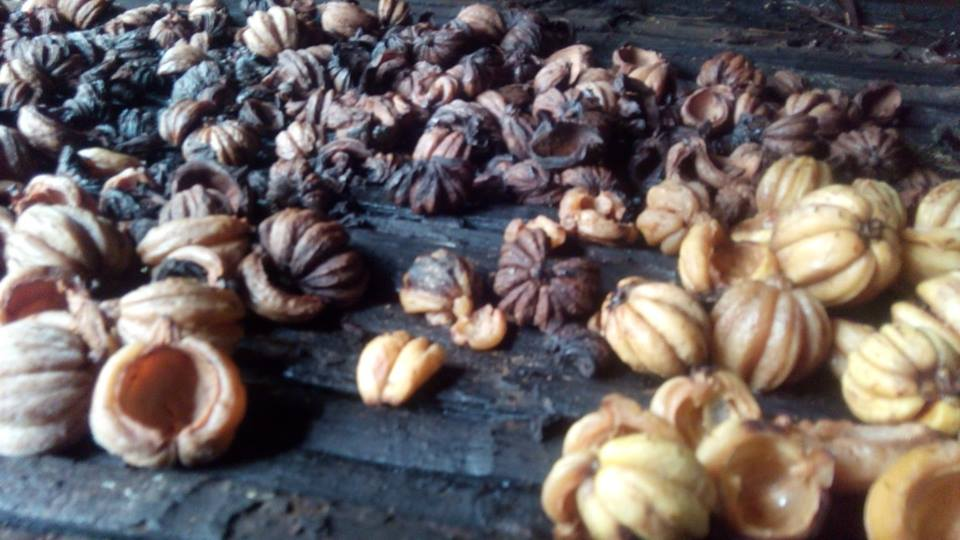